# Proposizione subordinata
Una proposizione subordinata  (o dipendente) è una proposizione che dipende da un'altra proposizione. Non ha un'autonomia sintattica (se considerata da sola), ed è retta da preposizioni, locuzioni avverbiali, pronomi o congiunzioni. Può essere esplicita (verbo coniugato in un modo finito) o implicita (il verbo è coniugato in un modo indefinito).
Ad esempio, nella frase Il cane insegue il gatto che scappa, la proposizione subordinata (proposizione relativa) è che scappa, mentre Il cane insegue il gatto è la proposizione reggente, che in tal caso è anche la proposizione principale.
All'interno di un periodo complesso, essa ha la stessa funzione di un complemento, come nella seguente coppia di enunciati:
- Senza di te morirei.
- Se tu non ci fossi, morirei.

## Proposizioni subordinate a seconda della funzione
A seconda della loro funzione, quindi, le proposizioni subordinate si suddividono in tre tipi:
- Sostantive o completive, che completano il predicato della proposizione principale reggente svolgendo nel periodo la funzione di complemento oggetto o soggetto.
- Complementari indirette o avverbiali, che svolgono funzione analoga a quella di un complemento indiretto o di un avverbio;
- Relative o attributive-appositive o aggettive, che hanno funzione analoga a quella di un attributo o un'apposizione rispetto ad un sostantivo

## Subordinazione esplicita
Tipica della subordinazione esplicita è la formazione di una frase secondaria caratterizzata dall'uso di un verbo coniugabile per modo, tempo e per persona. La secondaria esplicita è formata con i cosiddetti modi finiti (indicativo, condizionale, imperativo o congiuntivo). Grazie a questi modi, l'uso di un verbo coniugato secondo la persona indica direttamente qual è il soggetto.
Esempi:
- Penso che abbiano l'influenza (congiuntivo; soggetto "loro")
- Arriverò dopo che sarai partita (indicativo; soggetto "tu")
- È chiaro che farei di tutto per te (condizionale; soggetto "io")
- Rita dice che è a casa (indicativo; soggetto ambiguo).

Il tempo che viene usato nella proposizione subordinata indica rispetto alla principale un rapporto di contemporaneità, anteriorità o posteriorità.

## Subordinazione implicita
È quella ottenuta con l'uso dei modi indefiniti come l'infinito, il gerundio ed il participio, non coniugabili a seconda della persona.
Può succedere che il soggetto della principale coincida con quello della secondaria. È questo il caso dell'ultimo esempio riportato (Rita dice che è a casa). A questo punto, vale la pena semplificare l'enunciato nel modo che segue:
- Rita dice di essere a casa

Il soggetto della subordinata non è indicato, dato che l'infinito non è coniugabile secondo la persona. Comunque, questo sarà recuperabile dalla principale. Considerazioni simili riguardano gli esempi seguenti, introdotti dalla subordinata con l'uso del gerundio e del participio:
- Partita da Senigallia, Maria si è diretta verso Ancona

L'esempio corrisponde alla costruzione con l'esplicita dopo che era partita da Senigallia, Maria si è diretta verso Ancona.
- Essendo in ritardo, Maria si è diretta verso Ancona

(che corrisponde a ...Siccome era in ritardo, Maria si è diretta verso Ancona).
Secondariamente, la subordinazione implicita è possibile quando i soggetti della principale e della subordinata non coincidono, soprattutto nel caso di costruzioni impersonali:
- Leggendo, il tempo passa con facilità

In questo caso, comunque, leggendo indica il corrispondente di quando si legge, dunque un costrutto impersonale, mentre il soggetto della principale è il tempo.
Costruzioni con la subordinazione implicita di soggetti in aperto contrasto tra di loro non sono impossibili, ma rare e talvolta stilisticamente pesanti:
- Fallito il progetto di legge, il parlamento dovette ricominciare i lavori da capo.

In quest'ultimo esempio si nota la corrispondenza con un costrutto tipico della lingua latina, ovvero l'ablativo assoluto, chiamato "assoluto" (absolutus) in quanto privo di qualsiasi legame grammaticale con la proposizione reggente. Il legame è solo sul piano del significato.

## I gradi della subordinazione
Le proposizioni subordinate che dipendono direttamente dalla proposizione principale o da una coordinata alla principale si definiscono "di primo grado"; quelle che dipendono da una subordinata di primo grado si definiscono "di secondo grado" e così via.
La successione delle proposizioni non è sempre lineare.
Ad esempio, dalla proposizione principale possono dipendere direttamente anche due subordinate di 1º grado: Mentre guardava la televisione, /mi chiese/se fossi andato dalla nonna.
Mentre guardava la televisione = prop. subordinata di 1º grado
Mi chiese = prop. principale
Se fossi andata dalla nonna = prop. subordinata di 1º grado

## Esempi
È evidente che stanno preparando un attacco di massa= subordinata esplicita di 1º grado soggettiva
| Controllo di autorità | LCCN (EN) sh85056332 · GND (DE) 4041504-1 · J9U (EN, HE) 987007536006605171 |